# Yamaha XJ 650 Maxim
La Yamaha XJ650 Maxim es una motocicleta de tamaño medio fabricada por Yamaha Motor Company. Introducida en 1980 como la Maxim I se produjo hasta 1983. Yamaha diseñó la motocicleta de altas prestaciones XJ650 como una motocicleta con transmisión por eje y cardán de tipo crucero. Fue la sucesora de la XS Special introducida en 1978.

## Historia

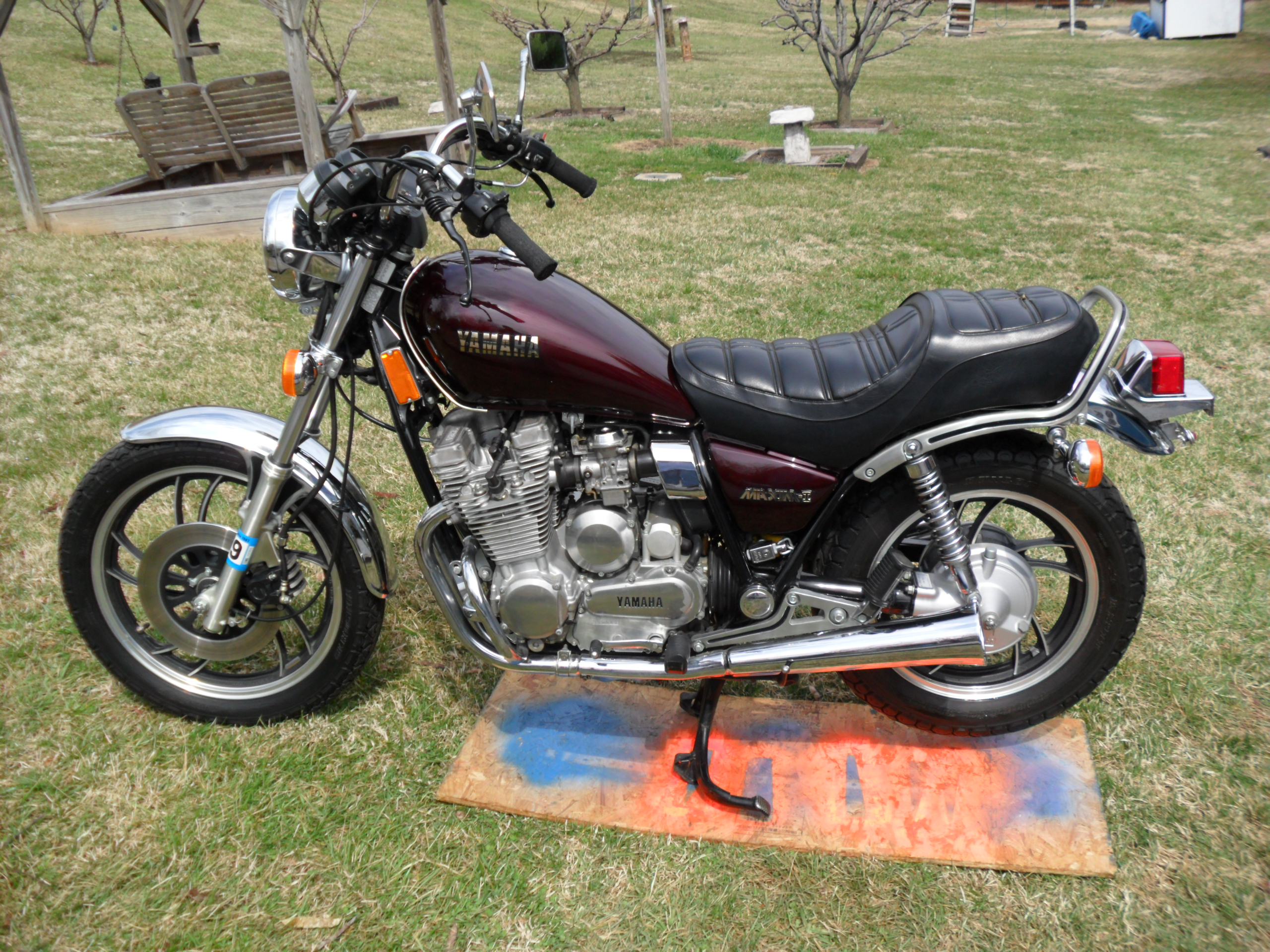
1980 Yamaha XJ650 Maxim I

La motocicleta de 4 cilindros enfriada por aire, con motor de doble árbol de levas de 650 cc, tiene un cuadro (motocicleta) de doble tubo cruzado de acero. Yamaha hizo el motor más angosto al colocar el alternador atrás del bloque de los cilindros y encima la caja de engranes en lugar del lugar tradicional detrás del motor. La Maxim tenía transmisión final por eje. Reportes contemporáneos alababan su desempeño y frenado. Las críticas se concentraban en la vibración del motor y la suspensión subamortiguada. Los siguientes modelos fueron refinados; el Maxim 650 de 1982 tenía un manubrio más confortable, horquilla de aire ajustable, y un asiento más lujoso. La variante turbocargada, la XJ650 Seca Turbo, fue introducida en 1983 en la película de James Bond Nunca digas nunca jamás. 
La revista Cycle dijo en 1982 "Tres años más tarde, después de una amplia proliferación de estilo, es fácil olvidar un punto de referencia como lo fue la motocicleta Maxim...La 650 era llamativa, controvertida, sensacional y salvajemente exitosa en las exhibiciones. Otras compañías han producido excelentes imitaciones de la 650 Maxim, imitaciones que sufren del exceso. Es muy malo que la Maxim fuera opacada cuando las fábricas llenaron el mercado con "Cruceras". Tras una década en el camino , la Maxim tal vez sea una clásica de los 80's - una brillante idea que ha resistido el paso del tiempo."

### Motor/Transmisión

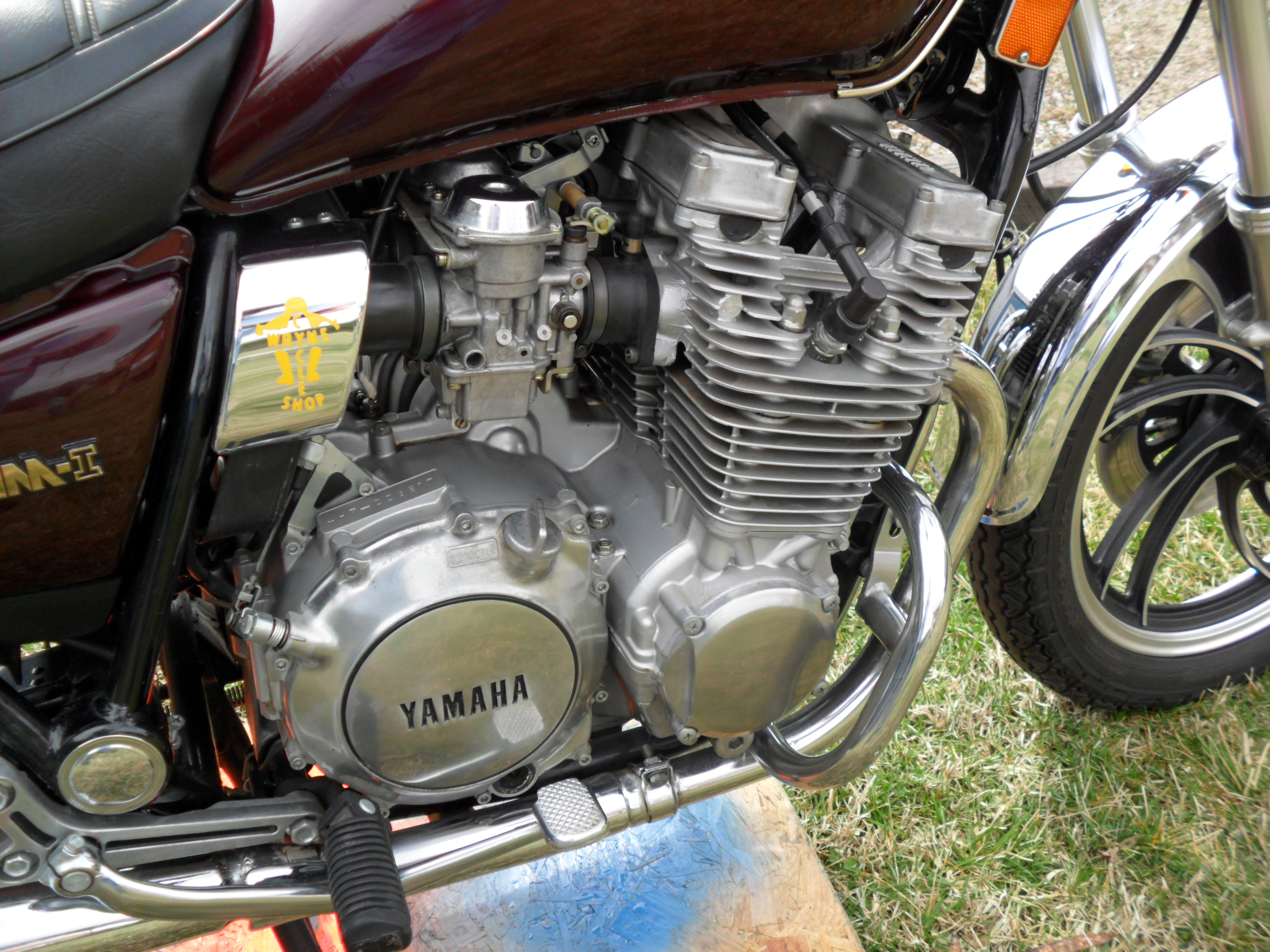
Yamaha 653 cc DOHC-8 valves, inline-4

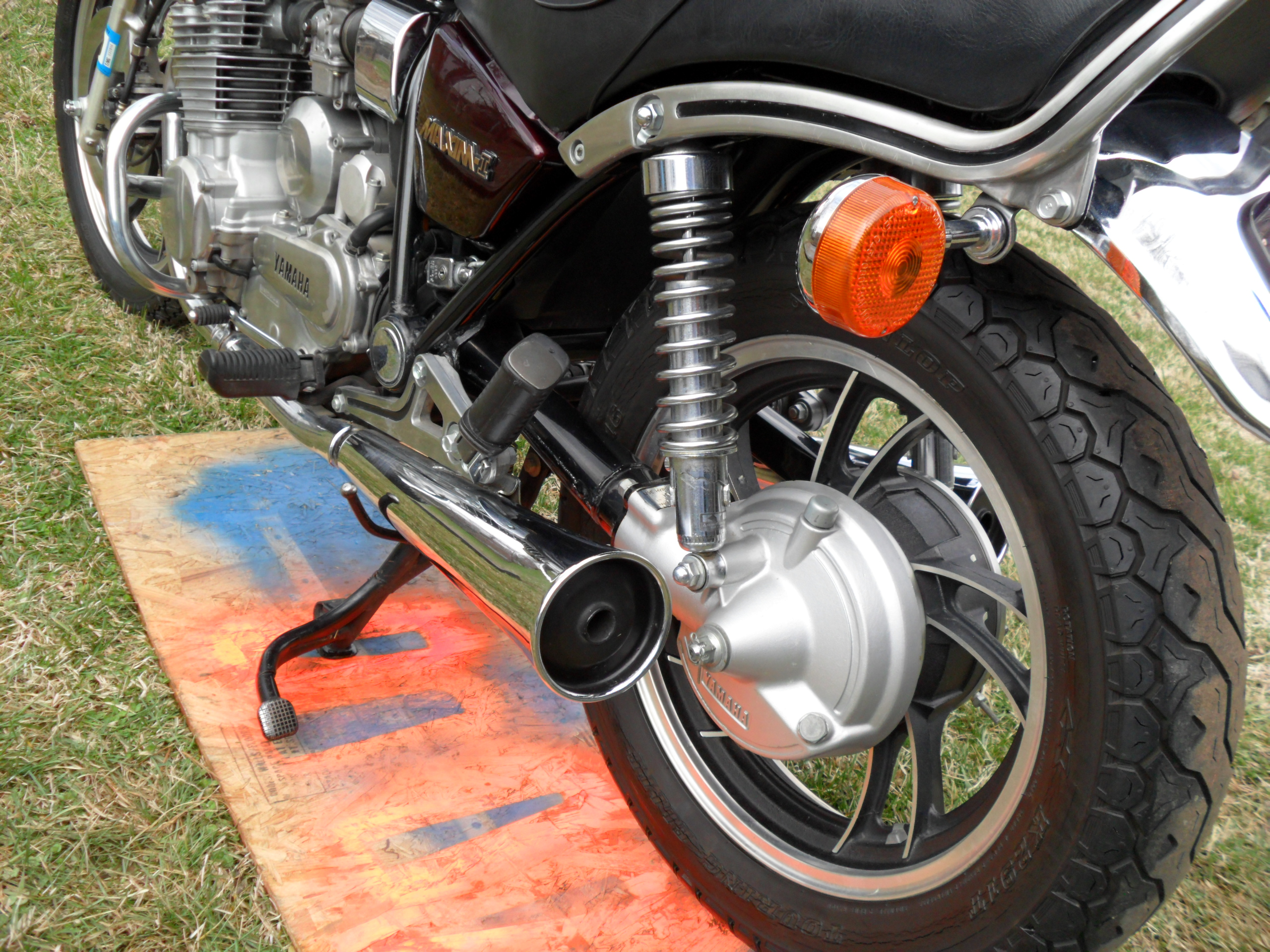
Yamaha shaft drive

La XJ650 Maxim de 1980 a 1983 combinaba un motor enfriado por aire de 653 cc, DOHC de 2 válvulas por cilindro transversal y eje de transmisión. El motor tenía un cigüeñal de una sola pieza con bujes sencillos y tenía el motor de arranque y el alternador detrás del motor para minimizar la anchura de la motocicleta. Los árboles de levas eran movidos por una cadena de sincronización, las válvulas se ajustaban con laminillas. Una segunda cadena movía la bomba de aceite dentro del cárter mientras que una tercera cadena movía el alternador. El combustible era alimentado por 4 carburadores Hitachi de flujo constante. La ignición se realizaba por circuitos electrónicos. Los gases de escape se unían de cuatro a 2 tubos y salían después de 2 mofles cortos. Un piñón desde la caja a un engrane del lado izquierdo movía el eje de transmisión final a la rueda trasera.